# Clay Aiken
Clayton Holmes Grissom (Raleigh, Carolina del Norte, 30 de noviembre de 1978), más conocido como Clay Aiken, es un cantante pop estadounidense. Alcanzó la fama en la segunda temporada del programa de televisión American Idol en 2003. RCA Records le ofreció un contrato de grabación y su álbum debut Measure of a Man fue lanzado en octubre de 2003. 
Tras años de especulación, en septiembre de 2008 Aiken confirmó en una entrevista con la revista People que es gay.

## Biografía

### Sus primeros años
Clay Aiken nació y se crio en Raleigh, Carolina del Norte. En su niñez, Aiken cantó en el coro de niños de Raleigh y en su etapa de joven adulto con una banda local, Just By Chance. Asistió a Raleigh's Leesville Road High School antes de inscribirse en la Universidad de Carolina del Norte en Charlotte. 
Aunque sus actividades en American Idol temporalmente retrasaron sus estudios, Aiken se graduó de licenciado en educación especial en diciembre de 2003. Aiken descubrió su interés en educación especial mientras dirigía campamentos para niños de la YMCA cuando era adolescente; a la edad de 19 años sustituyó a un profesor en una clase para estudiantes con autismo en Brentwood Elementary School. Mientras asistía a la universidad en Charlotte tomó un trabajo de jornada parcial como asistente de un niño con autismo, y fue la madre del niño, Diane Bubel, quien lo motivó para audicionar para American Idol.

### American Idol
Los televidentes vieron por primera vez a Clay durante los episodios de audiciones al comienzo de la segunda temporada de American Idol. En un principio los jueces del programa vieron a Clay como un tipo corriente que de ninguna manera correspondía al prototipo de ídolo, sin embargo, quedaron impresionados cuando le oyeron cantar "Always and Forever". El vídeo en que los jueces se sorprenden con la audición de Clay se repitió muchas veces a lo largo de la competición.
Aiken avanzó en el programa hasta llegar al grupo de 32 finalistas, pero fue eliminado de la competencia en su primer intento, cuando cantó el tema de Journey "Open Arms". Quedó tercero en su grupo de ocho aspirantes, detrás del eventual ganador Ruben Studdard y detrás de la eventual tercera finalista Kimberley Locke. Sin embargo, durante el episodio llamado "wild card", la interpretación del tema "Don't Let the Sun Go Down on Me" de Elton John fue muy bien recibida por los jueces y el público y Clay se clasificó para el grupo de 12 finalistas. Dentro de las primeras semanas, Aiken y Studdard emergieron como los claros favoritos de los jueces y de la audiencia. Mientras tanto, Aiken se fue destacando especialmente como baladista, como con la dramática interpretación del tema de Neil Sedaka "Solitaire".
El 21 de mayo de 2003, Aiken quedó en un cerrado segundo lugar en la competencia, con Ruben Studdard ganando por un estrecho margen, con alrededor de 130.000 votos de diferencia (de 24.000.000 de votos recibidos). El resultado de alguna manera fue controvertido, ya que algunas personas sugirieron que el sistema de votación telefónica de American Idol iba a ser incapaz de manejar el número de llamadas entrantes. De ese modo el resultado que se entregó seguramente fue fruto del azar. En una entrevista previa al inicio de la quinta temporada de American Idol, el Productor Ejecutivo Nigel Lythgoe reveló por primera vez que Aiken había liderado la votación de los seguidores cada semana desde el episodio "Wild Card" en adelante hasta la final, cuando posiblemente la votación al azar dio como ganador a Ruben Studdard. Aunque oficialmente Aiken fue el primer finalista, desde entonces se transformó en el artista más vendedor de discos de la segunda temporada.

### 2003-2005:Measure of a Man
El 14 de octubre de 2003, Aiken grabó su primer álbum en solitario, Measure of a Man, el cual debutó en el #1 en el Billboard 200 y fue, con 613.000 copias vendidas en su primera semana, el debut más vendedor para un artista en solitario en 10 años, y es a la fecha el más alto debut para un American Idol. El álbum recibió de RIAA doble disco de platino el 17 de noviembre de 2003 y ha vendido más de 2.750.000 unidades a la fecha. El álbum incluyó el exitoso sencillo "Invisible" y su primera canción "This Is the Night". Más tarde en ese año, Aiken ganó el Fan's Choice Award en la ceremonia de American Music Awards, y su CD sencillo "This Is the Night/Bridge Over Troubled Water" ganó el Billboard Award para el Best-Selling Single de 2003.
Aiken apareció en numerosos especiales de televisión durante el invierno de 2003, incluyendo el Desfile de Día de Navidad de Disney y Nick At Nite Holiday Special, donde cantó a dúo con Bing Crosby via efectos especiales. La canción fue "Little Drummer Boy/Peace on Earth", la cual fue originalmente cantada por Crosby y David Bowie en un especial de Navidad de 1977.
Aiken grabó también un álbum de Navidad titulado "Merry Christmas With Love", el que impuso un nuevo récord para la más rápida venta de un álbum de Navidad en la era Soundscan (desde 1991). El álbum debutó en el #4 del Billboard 200 y empató el récord de Céline Dion para el más alto debut de un álbum de Navidad en la historia de la revista Billboard. "Merry Christmas With Love" vendió más de 1.000.000 de copias en 6 semanas y fue el álbum de Navidad más vendido del 2004, recibiendo disco de platino el 6 de enero de 2005.

### 2006:A Thousand Different Ways
El tercer álbum de Clay, A Thousand Different Ways, se grabó el 19 de septiembre de 2006. Trabajó en su álbum bajo la guía del productor canadiense y ejecutivo de A&R Jaymes Foster. El álbum contiene 10 nuevas versiones de canciones conocidas, y cuatro canciones nuevas, una de las cuales fue coescrita por Clay Aiken. Debutando en el #2 del Billboard, Clay se convirtió en el cuarto artista en tener sus primeros tres álbumes debutando en el top 5 y vendiendo sobre 200.000 copias en su primera semana.

## Discografía

### Álbumes de estudio
- Measure of a Man (2003)
- Merry Christmas with Love (2004)
- A Thousand Different Ways (2006)
- On My Way Here  (2008)
- Tried and True (2010)
- Steadfast (2012)

### EP
- All Is Well (2006)

### Compilaciones
- The Very Best of Clay Aiken (2009)
- A Thousand Different Ways/Measure of a Man (2010)

### DVD
- A Clay Aiken Christmas (2004)
- Tried and True Live (2010)